# 242-га піхотна дивізія (Третій Рейх)
242-га піхотна дивізія (Третій Рейх) (нім. 242. Infanterie-Division) — піхотна дивізія Вермахту, що входила до складу німецьких сухопутних військ у роки Другої світової війни.

## Історія з'єднання
242-га піхотна дивізія сформована 9 липня 1943 року у II військовому окрузі на полігоні Гросс Борн за рахунок підрозділів дивізії «А» (нім. Division A), яка у свою чергу була правонаступником розгромленої на Східному фронті 298-ї піхотної дивізії.
З 8 серпня по 5 жовтня 1943 року дивізія входила до сил 15-ї армії в Антверпені та Генті в Бельгії, а потім її перевели до складу 19-ї армії групи армій «G» у Тулоні на півдні Франції.
У серпні 1944 року дивізія билася проти західних союзників в операції «Драгун». Після наказу захищати Тулон до останнього патрона та дати можливість решті групи армій «G» відійти, генерал-лейтенант Йоганнес Бесслер та його 242-а дивізія у важких боях за стратегічно важливе місто протрималися 10 днів, до 26 серпня 1944 року, коли Бесслер був важко поранений і евакуйований у Відень. 7 жовтня 1944 року дивізія була офіційно розформована. З решток штабу був сформований штаб 189-ї піхотної дивізії.

## Райони бойових дій
- Німеччина (липень — серпень 1943);
- Бельгія (серпень — жовтень 1943);
- Франція (жовтень 1943 — серпень 1944);

## Командування

### Командири
- генерал-лейтенант Йоганнес Бесслер (нім. Johannes Bäßler) (20 липня 1943 — 26 серпня 1944), помер від поранень.

### Підпорядкованість
| Час         | Корпус         | Армія | Група армій (округ) | Штаб      |
| ----------- | -------------- | ----- | ------------------- | --------- |
| 1943        |                |       |                     |           |
| 18 липня    | II ак          |       |                     | Грос Борн |
| 8 серпня    | LXVII рез.к    | 15 А  | Група армій «D»     | Антверпен |
| 29 серпня   | LXXXIX ак      | 15 А  | Група армій «D»     | Гент      |
| 5 жовтня    | —              | 19 А  | Група армій «D»     | Тулон     |
| 1 листопада | Група «Кнісса» | 19 А  | Група армій «D»     | Тулон     |
| 1944        |                |       |                     |           |
| 1 січня     | Група «Кнісса» | 19 А  | Група армій «D»     | Тулон     |
| квітень     | LXII ак        | 19 А  | Група армій «D»     | Тулон     |
| серпень     |                |       | Група армій «G»     | Тулон     |

### Склад
| 1943                                | 1944                     |
| ----------------------------------- | ------------------------ |
| 917-й гренадерський полк            |                          |
| 918-й гренадерський полк            |                          |
| 765-й гренадерський полк            | 919-й гренадерський полк |
| 242-й артилерійський полк           |                          |
| —                                   | 242-й запасний батальйон |
| 242-й інженерний батальйон          |                          |
| 242-й дивізійний батальйон зв'язку  |                          |
| Управління постачання 242-ї дивізії |                          |